# Jan Białek
Jan Białek (XIV/XV w.) – mieszczanin warszawski, od 30 sierpnia 1400 r. pierwszy wójt Łomży.